# Crataegus williamsii
Crataegus williamsii — вид квіткових рослин із родини трояндових (Rosaceae).

## Біоморфологічна характеристика
Це кущ 40–60(100) дм заввишки. Нові гілочки голі, 1-річні насичено червонувато-коричневі; колючки на гілочках від ± прямих до злегка зігнутих, чорні, іноді темно-пурпурові молоді, старші бліді, блискучі, ± тонкі, 3–4 см. Листки: ніжки листків 2–3 см, ± волосисті, не залозисті чи залозисті; пластини від ромбічних до еліптичних, 4–6 см, тонкі, основа клиноподібна, часток по 2 або 3 з боків, верхівки часток гострі, краї ± рівномірно гостро-пилчасті, крім основи, верхівка гостра, нижня поверхня гола, жилки волосисті, верх коротко й густо притиснуто волосистий. Суцвіття 8–20-квіткові. Квітки 16 мм у діаметрі; чашолистки ± вузько трикутні, 4–7 мм; тичинок 10, пиляки рожеві. Яблука зазвичай блідо-червоні молодими, яскраво-червоні (кінець серпня), від глибше до кров'яно-червоних або темніші зрілими (вересень), зазвичай коротко-еліпсоїдні, 8 мм у діаметрі, рідко ворсинчасті. Період цвітіння: травень і червень; період плодоношення: вересень і жовтень.

## Ареал
Ендемік штату Монтана (США).
Населяє чагарники; на висотах 700–1000 метрів.